# 106 Dywizja Zmotoryzowana (ZSRR)
106 Dywizja Zmotoryzowana – zmotoryzowany związek taktyczny piechoty Armii Czerwonej okresu II wojny światowej.

## Działania bojowe
Początkowo sformowana jako 106 Dywizja Pancerna w dniu 8 lipca 1941 roku na bazie 221 Dywizji Zmotoryzowanej, która była  sformowana dla 27 Korpusu Zmechanizowanego. W rozkazie Sztabu Generalnego nr 0058 z 19 lipca 1941 roku widniej już jako 106 Dywizja Zmotoryzowana. Podporządkowana Frontowi Rezerwowemu generała porucznika Iwana Bogdanowa, a od 30 lipca 1941 roku generała armii Gieorgija Żukowa. Od 23 lipca 1941 roku uczestniczyła w walkach o Jelnię. W ciągu kilku dni stanowisko straciło dwóch kolejnych dowódców dywizji za niekompetencję w dowodzeniu natarciami na Jelnię. Nowym dowódcą został major K. S. Monachow, dowódca 282 Pułku Strzeleckiego z 19 Dywizji Strzeleckiej. Uczestniczyła w zdobyciu Jelni 5 września 1941 roku. Przeformowana 28 września 1941 roku w 106 Dywizję Strzelecką (2-go formowania).

## Podporządkowanie
| Data               | Front (Okręg)   | Armia    | Korpus (Grupa) | Uwagi |
| ------------------ | --------------- | -------- | -------------- | ----- |
| 31 lipca 1941 roku | Front Rezerwowy | 24 Armia |                |       |

## Skład
- 1 pułk strzelców zmotoryzowanych
- 2 pułk strzelców zmotoryzowanych
- 504 pułk strzelców
- 106 pułk artylerii
- 106 samodzielny batalion łączności
- batalion pancerny
- 734 poczta polowa
- 596 polowa kasa Gosbanku.

## Dowódcy
- pułkownik I. F. Kuc
- pułkownik Aleksejew - do 18.08.1941
- pułkownik Wasilij P. Brynzow
- major Konstantin S. Monachow - od 28.08.1941